# Liste der Kulturdenkmale in Wisch (Holstein)
In der Liste der Kulturdenkmale in Wisch sind alle Kulturdenkmale der schleswig-holsteinischen Gemeinde Wisch (Kreis Plön) aufgelistet (Stand: 10. März 2025).

## Legende
In den Spalten befinden sich folgende Informationen:
- Objekt-ID: die Nummer des Kulturdenkmales
- Lage: die Adresse des Kulturdenkmales und die geographischen Koordinaten. Kartenansicht, um Koordinaten zu setzen. In der Kartenansicht sind Kulturdenkmale ohne Koordinaten mit einem roten Marker dargestellt und können in der Karte gesetzt werden. Kulturdenkmale ohne Bild sind mit einem blauen Marker gekennzeichnet, Kulturdenkmale mit Bild mit einem grünen Marker.
- Offizielle Bezeichnung: Bezeichnung des Kulturdenkmales
- Beschreibung: die Beschreibung des Kulturdenkmales
- Bild: ein Bild des Kulturdenkmales

## Sachgesamtheiten
| Objekt-ID | Lage                                         | Offizielle Bezeichnung | Beschreibung | Bild |
| --------- | -------------------------------------------- | ---------------------- | --- | ---- |
| 40831     | Dorfstraße 24 (54° 24′ 42″ N, 10° 20′ 41″ O) | Hofanlage Klindt       | Sachgesamtheit: Hofanlage Klindt; 18./19. Jh.; im Dorfkern nördlich gelegenes Ensemble aus Wohnhaus, Querscheune und Hoflinden Begründung: geschichtlich, städtebaulich, Kulturlandschaft prägend Schutzumfang: Wohnhaus, Querscheune mit Hoflinden | BW   |

## Bauliche Anlagen
| Objekt-ID     | Lage                                         | Offizielle Bezeichnung       | Beschreibung | Bild            |
| ------------- | -------------------------------------------- | ---------------------------- | --- | --------------- |
| 40832         | Dorfstraße 24 (54° 24′ 42″ N, 10° 20′ 41″ O) | Wohnhaus                     | Wohnhaus; 1884; eingeschossiger, traufständiger Backsteinbau von neun Achsen unter hartgedecktem Halbwalmdach - Begründung: geschichtlich, Kulturlandschaft prägend - Schutzumfang: gesamtes Objekt - Denkmaltyp: Bauliche Anlage, Sachgesamtheit: Hofanlage Klindt                                                                    | BW              |
| 40833         | Dorfstraße 24 (54° 24′ 41″ N, 10° 20′ 41″ O) | Querscheune                  | Querscheune; Ende 18. Jh.; eingeschossiger Backsteinbau unter hohem Schopfwalmdach, mit Hoflinden - Begründung: geschichtlich, städtebaulich, Kulturlandschaft prägend - Schutzumfang: Querscheune, Hoflinden - Denkmaltyp: Bauliche Anlage, Sachgesamtheit: Hofanlage Klindt                                                          | BW              |
| 4640 Wikidata | Moor 3 (54° 24′ 51″ N, 10° 20′ 32″ O)        | Fachhallenhaus               | Alteintragung (Aktualisierung vorgesehen) - Begründung: Alteintragung (Aktualisierung vorgesehen) - Schutzumfang: Alteintragung (Aktualisierung vorgesehen) - Denkmaltyp: Bauliche Anlage | Fotos hochladen |
| 40838         | Moor 9 (54° 24′ 51″ N, 10° 20′ 38″ O)        | Wohn- und Wirtschaftsgebäude | Wohn- und Wirtschaftsgebäude; 1855, Probsteier Bauernhaus, in Fachwerk ausgeführtes, giebelständiges Fachhallenhaus unter pfannengedecktem Satteldach, mit Hofpflaster - Begründung: geschichtlich, städtebaulich, Kulturlandschaft prägend - Schutzumfang: Wohn- und Wirtschaftsgebäude, Hofpflasterung - Denkmaltyp: Bauliche Anlage | BW              |
| 4637 Wikidata | Moor 11 (54° 24′ 53″ N, 10° 20′ 42″ O)       | Haupthaus                    | Alteintragung (Aktualisierung vorgesehen) - Begründung: Alteintragung (Aktualisierung vorgesehen) - Schutzumfang: Alteintragung (Aktualisierung vorgesehen) - Denkmaltyp: Bauliche Anlage | Fotos hochladen |
| 4638 Wikidata | Moor 11 (54° 24′ 51″ N, 10° 20′ 41″ O)       | Querscheune                  | Alteintragung (Aktualisierung vorgesehen) - Begründung: Alteintragung (Aktualisierung vorgesehen) - Schutzumfang: Alteintragung (Aktualisierung vorgesehen) - Denkmaltyp: Bauliche Anlage | Fotos hochladen |
| 4639 Wikidata | Moor 11 (54° 24′ 51″ N, 10° 20′ 39″ O)       | Bohlenspeicher               | Alteintragung (Aktualisierung vorgesehen) - Begründung: Alteintragung (Aktualisierung vorgesehen) - Schutzumfang: Alteintragung (Aktualisierung vorgesehen) - Denkmaltyp: Bauliche Anlage | Fotos hochladen |
| 9071 Wikidata | Moor 11 (54° 24′ 50″ N, 10° 20′ 40″ O)       | kleinere Nebengebäude        | Alteintragung (Aktualisierung vorgesehen) - Begründung: Alteintragung (Aktualisierung vorgesehen) - Schutzumfang: Alteintragung (Aktualisierung vorgesehen) - Denkmaltyp: Bauliche Anlage | Fotos hochladen |

## Quelle
- Liste der Kulturdenkmale in Schleswig-Holstein – Kreis Plön (PDF)

- Karte mit allen Koordinaten:
- OSM |
- WikiMap